# Île Kagamil
L'île Kagamil (en russe : Кагамил) est une île du groupe des îles des Quatre-Montagnes en Alaska (États-Unis).